# Kim Yo-jong
Kim Yo-jong (en coreano: 김여정; Pionyang, Corea del Norte, 26 de septiembre de 1987) es una diplomática y política norcoreana, hermana menor del actual Líder supremo de Corea del Norte Kim Jong-un y la hija más joven del anterior  líder Kim Jong-il. Es la actual subdirectora del Departamento de Propaganda y Agitación del Partido del Trabajo de Corea. Desde septiembre de 2021 también sirve como miembro de la Comisión de Asuntos Estatales de Corea del Norte, la única mujer en servir en la comisión.
Yo-jong es la hija menor del segundo líder supremo de Corea del Norte, Kim Jong-il, y la hermana menor de Kim Jong-un, el actual líder supremo y secretario general del PTC, del que es su mano derecha y máxima asesora. Analistas políticos internacionales han destacado el empoderamiento de Kim Yo-jong desde el año 2018 a la sombra del líder y la progresiva acumulación de poder de la consanguínea de Kim Jong-un.  
Algunos comentaristas la consideran una posible sucesora de su hermano como líder suprema en el caso de que su sobrina Kim Ju-ae no pudiese asumir el cargo por su edad.

## Primeros años y familia

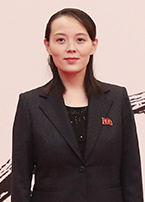
Kim Yo-jong en la casa azul.

Kim Yo-jong, hija de Kim Jong-il y su esposa Ko Yong-hui, nació el 26 de septiembre de 1987. Estudió junto con su hermano Kim Jong-un en Suiza de 1996 hasta el año 2000. Luego pudo haber estudiado en la Universidad Militar Kim Il-sung tras regresar a su país. Estudió informática en la Universidad Kim Il-sung, donde se dice que estudió con Kim Eun-gyong, hija de la ciudadana japonesa Megumi Yokota, secuestrada por un agente norcoreano. Según otros informes surcoreanos, trabajó con Kim Eun-gyong en dicha casa de estudios.
Según reportes, se casó con Choe Song, el segundo hijo del oficial del gobierno Choe Ryong-hae. Sin embargo, fuentes de Corea del Sur negaron la exactitud de estos informes. Kim Yo-jong estaba embarazada y esperaba un hijo en mayo de 2015. Se cree que el padre, no identificado, era funcionario de la supuesta División 39 o trabajaba en una unidad militar responsable de proteger al líder del país.

## Carrera

### Primeras apariciones
En 2007 fue nombrada cuadro juvenil en el Partido de los Trabajadores.
Fue vista por primera vez en una sesión de fotos para los participantes de la tercera Conferencia del Partido de los Trabajadores de Corea en septiembre de 2010, cuando se puso de pie junto a la secretaría personal de su padre y su supuesta amante Kim Ok.
En 2009 comienza a trabajar en la comisión Nacional de Defensa, desempeñando hasta 2011 la figura de secretaria de su padre.
A Kim Yo-jong se le dio mucha publicidad durante el funeral de Kim Jong-il, en diciembre de 2011, cuando apareció en varias ocasiones junto a su hermano Kim Jong-un y en los cortejos fúnebres de los funcionarios centrales, a pesar de ni siquiera ser un miembro del comité de funeral, ya que ella nunca fue nombrada. A ella se le otorgó, según informes, una posición dependiente de la Comisión Nacional de Defensa a principios de 2012 como mánager de la gira de Kim Jong-un, pero no ha aparecido en las noticias a excepción de noviembre de 2012, cuando la Televisión Central de Corea la mostró acompañándola Kim Jong-un en un campo de equitación militar. Fue mencionada oficialmente por primera vez el 9 de marzo de 2014, mientras acompañaba a su hermano en la votación de la Asamblea Popular Suprema. Kim Yo-jong se identificó como una «alta funcionaria» del Comité Central del Partido de los Trabajadores.
Fuentes indicaban que Kim Jong-un podría preparar a Kim Yo-jong para reemplazar su tía Kim Kyong-hui (con quien se dice que Kim Yo-jong tiene una buena relación) en su papel de apoyo.
En octubre de 2014 se informó de que posiblemente asumió deberes de Estado para cubrir a su hermano enfermo mientras se sometía a un tratamiento médico.

### Departamento de Propaganda y Agitación
El 28 de noviembre de 2014 fue nombrada vicedirectora del Departamento de Propaganda y Agitación del Partido del Trabajo. También tiene un puesto de viceministra, pero su cartera se desconoce. Acompaña regularmente a Kim Jong-un en sus viajes de «guía de campo».
El 24 de julio de 2015, aparte de matar a su tío, fue nombrada a cargo del Departamento de Propaganda y Agitación de Corea del Norte, a cargo del brazo propagandístico del partido gobernante, reemplazando a Kim Ki-nam. Fuentes indicaban que ella era la fuerza impulsora detrás del desarrollo del culto a la personalidad de su hermano, siguiendo el modelo de su abuelo, Kim Il-sung. Esto ayudaría a explicar los cambios en la forma en que se describen las políticas estatales en los medios, así como las diferencias en los informes. Ella reemplazó a Thae Yong-ho, un ex diplomático desertor, en las labores de organización de los principales eventos públicos en el país. Se decía que Kim Yo-jong había alentado a su hermano a presentar una imagen de un «hombre del pueblo» con, por ejemplo, paseos en diferentes atracciones y su amistad con la estrella del baloncesto Dennis Rodman.
En enero de 2017, fue incluida en la Lista de «Nacionales Especialmente Designados» del Departamento del Tesoro de los Estados Unidos por «su papel en los abusos contra los derechos humanos de Corea del Norte».

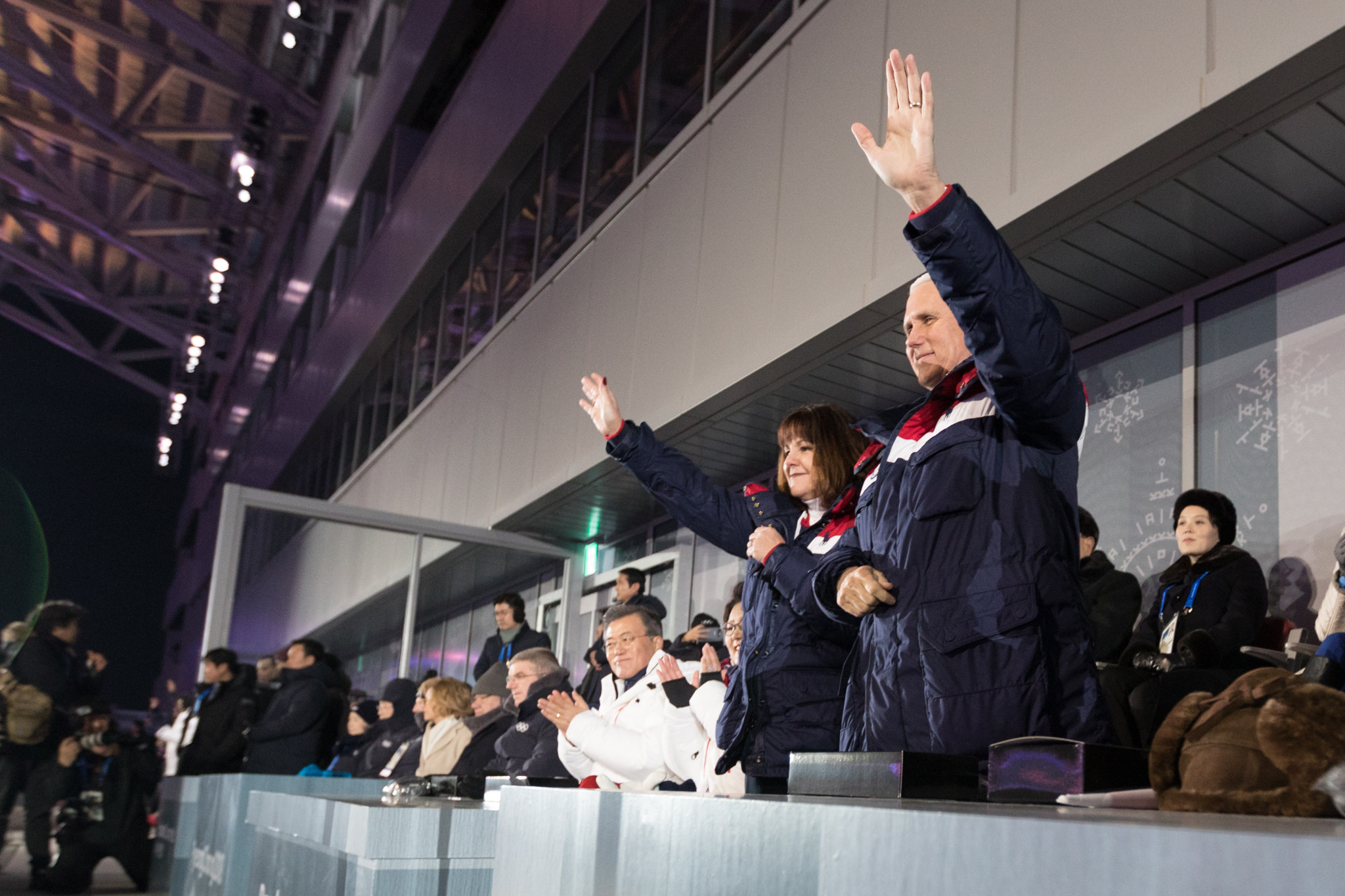
El vicepresidente de Estados Unidos Mike Pence saluda a los atletas olímpicos en la ceremonia de apertura de Pyeongchang 2018. Detrás de él, se encuentra sentada Kim Yo-jong.

Ese mismo año se convirtió en miembro suplente del politburó del Partido de los Trabajadores. Su ascensión al cuerpo supremo de gobierno del país pudo indicar que fue considerada como reemplazo de su tía, Kim Kyong-hui, que no ha desempeñado un papel político activo.
Según Kim Yong-hyun, profesor de estudios norcoreanos en la Universidad Dongguk en Seúl, la promoción de Kim Yo-jong y otros políticos es una señal de que el gobierno de Kim Jong-un se encontraba llevando a cabo un reemplazo generacional en los puestos clave de élite del partido.
En febrero de 2018 asistió a la ceremonia de apertura de los Juegos Olímpicos de Pyeongchang, donde las delegaciones de Corea del Norte y Corea del Sur marcharon juntas bajo la bandera de la unificación coreana. Esta fue la primera vez que un miembro de la dinastía gobernante Kim visitó Corea del Sur desde la Guerra de Corea. Kim Yo-jong estrechó su mano con el presidente surcoreano, Moon Jae-in y compartió el palco oficial con las principales autoridades invitadas, entre ellas, el vicepresidente de Estados Unidos Mike Pence, sentado una fila por delante de ella.
Asistió a una reunión con el presidente de Corea del Sur, Moon Jae-in, el 10 de febrero, y reveló que fue al país como enviada especial de Kim Jong-un. También entregó una carta personalmente escrita de su hermano Kim, dirigida a Moon.

### Comisión de Asuntos Estatales
El 30 de septiembre de 2021 fue elegida miembro de la Comisión de Asuntos Estatales.

## Semblanza
Analistas internacionales consideran a Kim Yo-jong como una mujer fría, aún más despiadada que su hermano e implacable, impenetrable e inteligente que no comete errores, muy contenida en sus emociones, muy empoderada que expresa en sus discursos una determinación tal que a sus interlocutores los invita a no descuidarse de su aparente fragilidad, cuida mucho su imagen y por ende gusta de vestir sobriamente bien y se le percibe como un personaje que es de temer a la sombra de su hermano, evitando cuidadosamente el quitarle protagonismo a Kim Jong-un.  
Estudios de la inteligencia surcoreana indican que la joven suele “abusar de su poder” y castigar a los miembros de su departamento por “ofensas menores".

## Ascendencia
|                |                |                |                |                |                |              |              |              |              |              |              |              |              |              |              |              |              |             |             |               |               |               |               |               |               |              |              |              |              |              |              |              |              | Kim Bo-hyon   |               |               |               |               |               |               |               |               |               |               |               |              |              |                 |                 |                 |                 |                 |                 |             |             |              |              |              |              |              |              |
|                |                |                |                |                |                |              |              |              |              |              |              |              |              |              |              |              |              |             |             |               |               |               |               |               |               |              |              |              |              |              |              |              |              |               |               |               |               |               |               |               |               |               |               |               |               |              |              |                 |                 |                 |                 |                 |                 |             |             |              |              |              |              |              |              |
|                |                |                |                |                |                |              |              |              |              |              |              |              |              |              |              |              |              |             |             |               |               |               |               |               |               |              |              |              |              |              |              |              |              | Kim Hyŏng-jik | Kim Hyŏng-jik | Kim Hyŏng-jik | Kim Hyŏng-jik | Kim Hyŏng-jik | Kim Hyŏng-jik |               |               | Kang Pan-sok  | Kang Pan-sok  | Kang Pan-sok  | Kang Pan-sok  | Kang Pan-sok | Kang Pan-sok |                 |                 |                 |                 |                 |                 |             |             |              |              |              |              |              |              |
|                |                |                |                |                |                |              |              |              |              |              |              |              |              |              |              |              |              |             |             |               |               |               |               |               |               |              |              |              |              |              |              |              |              | Kim Hyŏng-jik | Kim Hyŏng-jik | Kim Hyŏng-jik | Kim Hyŏng-jik | Kim Hyŏng-jik | Kim Hyŏng-jik |               |               | Kang Pan-sok  | Kang Pan-sok  | Kang Pan-sok  | Kang Pan-sok  | Kang Pan-sok | Kang Pan-sok |                 |                 |                 |                 |                 |                 |             |             |              |              |              |              |              |              |
|                |                |                |                |                |                |              |              |              |              |              |              |              |              |              |              |              |              |             |             |               |               |               |               |               |               |              |              |              |              |              |              |              |              |               |               |               |               |               |               |               |               |               |               |               |               |              |              |                 |                 |                 |                 |                 |                 |             |             |              |              |              |              |              |              |
|                |                |                |                |                |                |              |              |              |              |              |              |              |              |              |              |              |              |             |             |               |               |               |               |               |               |              |              |              |              |              |              |              |              |               |               |               |               |               |               |               |               |               |               |               |               |              |              |                 |                 |                 |                 |                 |                 |             |             |              |              |              |              |              |              |
|                |                |                |                |                |                |              |              |              |              |              |              |              |              |              |              |              |              |             |             |               |               |               |               |               |               |              |              |              |              | Kim Jong-suk | Kim Jong-suk | Kim Jong-suk | Kim Jong-suk | Kim Jong-suk  | Kim Jong-suk  |               |               | Kim Il-sung   | Kim Il-sung   | Kim Il-sung   | Kim Il-sung   | Kim Il-sung   | Kim Il-sung   |               |               | Kim Sŏng-ae  | Kim Sŏng-ae  | Kim Sŏng-ae     | Kim Sŏng-ae     | Kim Sŏng-ae     | Kim Sŏng-ae     |                 |                 | Kim Yong-ju | Kim Yong-ju | Kim Yong-ju  | Kim Yong-ju  | Kim Yong-ju  | Kim Yong-ju  |              |              |
|                |                |                |                |                |                |              |              |              |              |              |              |              |              |              |              |              |              |             |             |               |               |               |               |               |               |              |              |              |              | Kim Jong-suk | Kim Jong-suk | Kim Jong-suk | Kim Jong-suk | Kim Jong-suk  | Kim Jong-suk  |               |               | Kim Il-sung   | Kim Il-sung   | Kim Il-sung   | Kim Il-sung   | Kim Il-sung   | Kim Il-sung   |               |               | Kim Sŏng-ae  | Kim Sŏng-ae  | Kim Sŏng-ae     | Kim Sŏng-ae     | Kim Sŏng-ae     | Kim Sŏng-ae     |                 |                 | Kim Yong-ju | Kim Yong-ju | Kim Yong-ju  | Kim Yong-ju  | Kim Yong-ju  | Kim Yong-ju  |              |              |
|                |                |                |                |                |                |              |              |              |              |              |              |              |              |              |              |              |              |             |             |               |               |               |               |               |               |              |              |              |              |              |              |              |              |               |               |               |               |               |               |               |               |               |               |               |               |              |              |                 |                 |                 |                 |                 |                 |             |             |              |              |              |              |              |              |
|                |                |                |                |                |                |              |              |              |              |              |              |              |              |              |              |              |              |             |             |               |               |               |               |               |               |              |              |              |              |              |              |              |              |               |               |               |               |               |               |               |               |               |               |               |               |              |              |                 |                 |                 |                 |                 |                 |             |             |              |              |              |              |              |              |
|                |                |                |                |                |                |              |              |              |              |              |              |              |              |              |              |              |              |             |             |               |               |               |               |               |               |              |              |              |              |              |              |              |              |               |               |               |               |               |               |               |               |               |               |               |               |              |              |                 |                 |                 |                 |                 |                 |             |             |              |              |              |              |              |              |
|                |                |                |                |                |                |              |              |              |              |              |              |              |              |              |              |              |              |             |             |               |               |               |               |               |               |              |              |              |              |              |              |              |              |               |               |               |               |               |               |               |               |               |               |               |               |              |              |                 |                 |                 |                 |                 |                 |             |             |              |              |              |              |              |              |
| Kim Young-sook | Kim Young-sook | Kim Young-sook | Kim Young-sook | Kim Young-sook | Kim Young-sook |              |              | Song Hye-rim | Song Hye-rim | Song Hye-rim | Song Hye-rim | Song Hye-rim | Song Hye-rim |              |              | Kim Jong-il  | Kim Jong-il  | Kim Jong-il | Kim Jong-il | Kim Jong-il   | Kim Jong-il   |               |               | Ko Young-hee  | Ko Young-hee  | Ko Young-hee | Ko Young-hee | Ko Young-hee | Ko Young-hee |              |              | Kim Ok       | Kim Ok       | Kim Ok        | Kim Ok        | Kim Ok        | Kim Ok        |               |               | Kim Kyong-hui | Kim Kyong-hui | Kim Kyong-hui | Kim Kyong-hui | Kim Kyong-hui | Kim Kyong-hui |              |              | Jang Song-thaek | Jang Song-thaek | Jang Song-thaek | Jang Song-thaek | Jang Song-thaek | Jang Song-thaek |             |             | Kim Pyong-il | Kim Pyong-il | Kim Pyong-il | Kim Pyong-il | Kim Pyong-il | Kim Pyong-il |
| Kim Young-sook | Kim Young-sook | Kim Young-sook | Kim Young-sook | Kim Young-sook | Kim Young-sook |              |              | Song Hye-rim | Song Hye-rim | Song Hye-rim | Song Hye-rim | Song Hye-rim | Song Hye-rim |              |              | Kim Jong-il  | Kim Jong-il  | Kim Jong-il | Kim Jong-il | Kim Jong-il   | Kim Jong-il   |               |               | Ko Young-hee  | Ko Young-hee  | Ko Young-hee | Ko Young-hee | Ko Young-hee | Ko Young-hee |              |              | Kim Ok       | Kim Ok       | Kim Ok        | Kim Ok        | Kim Ok        | Kim Ok        |               |               | Kim Kyong-hui | Kim Kyong-hui | Kim Kyong-hui | Kim Kyong-hui | Kim Kyong-hui | Kim Kyong-hui |              |              | Jang Song-thaek | Jang Song-thaek | Jang Song-thaek | Jang Song-thaek | Jang Song-thaek | Jang Song-thaek |             |             | Kim Pyong-il | Kim Pyong-il | Kim Pyong-il | Kim Pyong-il | Kim Pyong-il | Kim Pyong-il |
|                |                |                |                |                |                |              |              |              |              |              |              |              |              |              |              |              |              |             |             |               |               |               |               |               |               |              |              |              |              |              |              |              |              |               |               |               |               |               |               |               |               |               |               |               |               |              |              |                 |                 |                 |                 |                 |                 |             |             |              |              |              |              |              |              |
|                |                |                |                |                |                |              |              |              |              |              |              |              |              |              |              |              |              |             |             |               |               |               |               |               |               |              |              |              |              |              |              |              |              |               |               |               |               |               |               |               |               |               |               |               |               |              |              |                 |                 |                 |                 |                 |                 |             |             |              |              |              |              |              |              |
|                |                |                |                | Kim Sul-song   | Kim Sul-song   | Kim Sul-song | Kim Sul-song | Kim Sul-song | Kim Sul-song |              |              | Kim Jong-nam | Kim Jong-nam | Kim Jong-nam | Kim Jong-nam | Kim Jong-nam | Kim Jong-nam |             |             | Kim Jong-chul | Kim Jong-chul | Kim Jong-chul | Kim Jong-chul | Kim Jong-chul | Kim Jong-chul |              |              | Kim Jong-un  | Kim Jong-un  | Kim Jong-un  | Kim Jong-un  | Kim Jong-un  | Kim Jong-un  |               |               | Kim Yo-jong   | Kim Yo-jong   | Kim Yo-jong   | Kim Yo-jong   | Kim Yo-jong   | Kim Yo-jong   |               |               |               |               |              |              |                 |                 |                 |                 |                 |                 |             |             |              |              |              |              |              |              |
|                |                |                |                | Kim Sul-song   | Kim Sul-song   | Kim Sul-song | Kim Sul-song | Kim Sul-song | Kim Sul-song |              |              | Kim Jong-nam | Kim Jong-nam | Kim Jong-nam | Kim Jong-nam | Kim Jong-nam | Kim Jong-nam |             |             | Kim Jong-chul | Kim Jong-chul | Kim Jong-chul | Kim Jong-chul | Kim Jong-chul | Kim Jong-chul |              |              | Kim Jong-un  | Kim Jong-un  | Kim Jong-un  | Kim Jong-un  | Kim Jong-un  | Kim Jong-un  |               |               | Kim Yo-jong   | Kim Yo-jong   | Kim Yo-jong   | Kim Yo-jong   | Kim Yo-jong   | Kim Yo-jong   |               |               |               |               |              |              |                 |                 |                 |                 |                 |                 |             |             |              |              |              |              |              |              |
|                |                |                |                |                |                |              |              |              |              |              |              | Kim Han-sol  |              |              |              |              |              |             |             |               |               |               |               |               |               |              |              |              |              |              |              |              |              |               |               |               |               |               |               |               |               |               |               |               |               |              |              |                 |                 |                 |                 |                 |                 |             |             |              |              |              |              |              |              |